# Upal
Opal of Wupoer is een kleine stad op 30 km ten westen van Kashgar in de autonome regio Xinjiang in China.
Hier ligt een van de beroemdste Oeigoerse nationale figuren begraven, Mahmud al-Kashgari. Hij was een 11e-eeuwse filoloog en de eerste Turkoloog, die onder andere het eerste Turks-Arabische woordenboek samenstelde, en een vergelijkende studie deed naar de verschillende Turkse talen en volkeren.
Iedere maandag wordt in het stadje een bonte markt gehouden.